# Жирнов Сергій Олегович
Жирнов Сергій Олегович (17 квітня 1961, м. Москва, РРФСР) — колишній радянський розвідник (майор КДБ), який з 2001 року живе у Франції, де отримав статус політичного вигнанця.
Жирнов закінчив три вищі навчальні заклади: Московський державний інститут міжнародних відносин МЗС СРСР (1983), Червонопрапорний інститут КДБ СРСР (1987) та Національна школа адміністрації в Парижі (1992). Живе на гірськолижному курорті Шамрусс в Ізері в західних Альпах. За словами самого Жирнова, він заробляє на життя своєю інтелектуальною діяльністю: надає приватні консультації, консультує органи державної влади, читає лекції, пише книги (книга L'Engrenage вийшла у березні 2022 року), виступає на телебаченні та радіо.
У 2018 році, після замаху на Скрипаля, Жирнов почав частіше з'являтися в ЗМІ.

## Освіта
Сергій Жирнов народився в сім'ї інженерів-електронників. У 1964 році сім'я переїхала до підмосковного Зеленограда, де Сергій закінчив середню школу в 1978 році. У шкільні роки він успішно брав участь у шкільних олімпіадах з англійської мови, а його найкращим досягненням стало третє місце на Московській міській шкільній олімпіаді.
У 1978 році за рекомендацією комітету комсомолу свого рідного міста Жирнов був прийнятий на навчання до Московського державного інституту міжнародних відносин (МДІМВ) Міністерства закордонних справ СРСР. Там його основною іноземною мовою визначили французьку, яку йому довелося вивчати з нуля. Однак, як людина з хистом до мов, він вивчив нову мову настільки добре, що на останньому курсі, за рекомендацією свого викладача, навіть був обраний одним з продюсерів франкомовної програми на Центральному телебаченні.

## Вимушена зустріч Жирнова з Путіним
Під час Московської Олімпіади 1980 року капітан Володимир Путін, співробітник ленінградського управління КДБ, був відряджений до Москви для роботи в штаб-квартирі КДБ на площі Дзержинського. Жирнова, студента МДІМВ, на час Ігор відрядили до Московської телефонної довідкової служби (довідковий номер 09), де була створена тимчасова служба іноземних мов. Завданням Жирнова було відповідати на дзвінки французькою мовою. Дзвінки були дуже нечастими, але під час одного з них Жирнов так захопився своїм французьким співрозмовником, що не помітив, як розмова тривала майже дві години. Коли Жирнов нарешті поклав слухавку, керівник служби покликав його до свого кабінету. Там на нього чекав невисокий чоловік у сірому костюмі, який підвівся і лаконічно сказав: «Пройдемо». Вони вийшли з будівлі і сіли в чорну «Волгу». У будівлі КДБ на Луб'янці їх відвели в окрему кімнату, де чоловік змусив його сісти за стіл. Потім він поклав на стіл свій блокнот і тільки тоді представився: «Мене звати капітан Володимир Володимирович Путін, і я слідчий КДБ». Після цього одразу ж пролунало перше запитання: «Розкажіть, як вас завербували». В ході бесіди Жирнов наважився поставити запитання: «Чому ви мене допитуєте, як слідчий у „Дітях Арбату“?» (самвидавне видання Анатолія Рибакова). «Звідки ви знаєте, ви читали „Дітей Арбату“? Де ви її читали?». Жирнов відповів, що йому дали почитати друзі. Путін швидко перепитав: «Які друзі?». Жирнов відповів, що у нього був хороший знайомий в МДІМВ, якого звали Андрюша Брежнєв. При цьому імені очі Путіна змінилися. Решта розмови швидко закінчилася.
Пізніше Жирнов дійшов висновку, що у КДБ завжди був план, скільки співвітчизників, які працюють на іноземні спецслужби, їм потрібно виявити, і припустив, що Путін, починаючи з ним розмову, напевно вже тішив себе надією на нову зірку на плечі, медаль на грудях і підвищення до Москви. Але при згадці імені онука генерального секретаря ЦК КПРС надії Путіна були розбиті.

## Вербування як агента КДБ і припинення навчання в МДІМВ

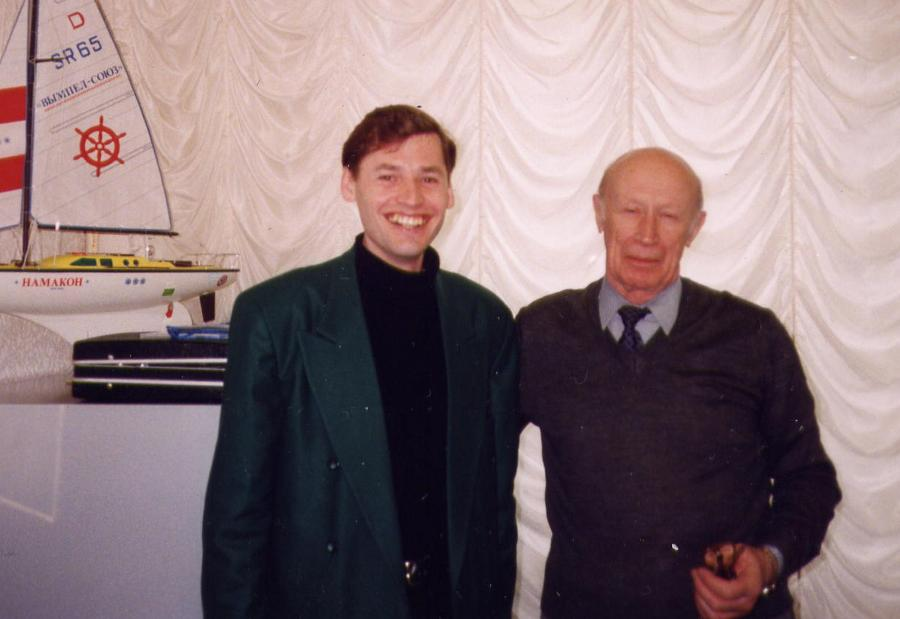
Сергій Жирнов (на фото ліворуч) зі своїм колишнім босом Юрієм Дроздовим у Москві в 1998 році.

На третьому курсі МДІМВ Жирнова завербували як агента КДБ у кабінеті проректора інституту. Жирнов підписав документ про вербування. Вербування проводив співробітник Першого Головного управління КДБ. Пізніше Жирнов дізнався, що це був начальник 3-го відділу уряду «С», який особисто займався підготовкою нелегалів. Зустрічі Жирнова зі своїм куратором продовжувалися і після закінчення інституту.
У 1983 році Жирнов закінчив факультет міжнародних економічних відносин МДІМВ і був направлений на роботу в Технічне головне управління Міністерства зовнішньої торгівлі СРСР.
У січні 1984 року лейтенант Жирнов, який пройшов підготовку військового перекладача в МДІМВ, отримав запрошення від військового комісаріату на дворічну офіцерську службу в Радянській Армії. Його мали відправити до Алжиру як військового перекладача. Однак це означало бути завербованим ГРУ. Це призвело до боротьби між двома спецслужбами (КДБ і ГРУ) за Жирнова. КДБ стояв на своєму.

## Діяльність після звільнення зі служби зовнішньої розвідки
У серпні 1992 року Жирнов взяв коротку відпустку в Парижі і прилетів до Москви, де подав рапорт про відставку своєму безпосередньому начальнику, який був прийнятий у грудні 1992 року. Жирнов був зарахований в оперативний резерв Служби зовнішньої розвідки Російської Федерації. У військовому комісаріаті за місцем проживання йому було офіційно присвоєно звання офіцера запасу у званні майора.
Після отримання диплома ENA в Парижі Жирнов продовжив працювати на телебаченні та в консалтинговій фірмі. Жив поперемінно в Росії, Швейцарії та Франції. З 1995 року у Швейцарії він допомагав російським багатіям спілкуватися з приватними клініками, банками та готелями.
У 2001 році, через рік після того, як колишній агент КДБ Володимир Путін став президентом, Жирнов емігрував до Франції, де в 2004 році отримав статус політичного вигнанця. Він не має французького громадянства.

## Визнання
- 1991 — Почесна медаль префекта департаменту Дром.
- 1992 — Медаль і диплом Оргкомітету Олімпійських ігор в Альбервілі.